# Amerer Air
Amerer Air is een Oostenrijkse vrachtluchtvaartmaatschappij met haar hoofdkwartier in Linz. Amerer Air beschikt over een Fokker F27 MK500. De luchtvaartmaatschappij is voor de helft eigendom van Heinz Peter Amerer en voor de andere helft eigendom van Susanne Amerer.

## Geschiedenis
Amerer Air werd opgericht in 1995 en startte zijn activiteiten hetzelfde jaar. Tussen 1997 en 2006 voerde Amerer Air vluchten uit voor UPS en TNT met twee Lockheed L-188 Electra's. In 1999 begon Amerer Air naast vrachtvervoer door de lucht ook met vrachtvervoer over de weg. In de toekomst wordt de aankoop van een Boeing 737-300 in vrachtuitvoering verwacht.